# Busia
Pour les articles homonymes, voir Busia (homonymie).
Busia est une ville à la frontière entre le Kenya et l'Ouganda.

## Personnalités liées à la ville
- Elizabeth Mary Okelo, femme d'affaires et entrepreneuse kényane, y est née.